# Álex Alonso
Alejandro Alonso Gancedo (Santander, Cantabria, 14 de febrero de 1999), más conocido como Álex Alonso, es un jugador español de hockey hierba que se desempeña como defensa en la Real Sociedad de Tenis de la Magdalena y en la selección española. Participó en los Juegos Olímpicos de Tokio 2020.
Es estudiante de doble grado Derecho y ADE en la Universidad de Cantabria.

## Carrera internacional
Alonso debutó con la selección absoluta de hockey hierba en febrero de 2021, en un partido ante Bélgica correspondiente a la Hockey Pro League. El 25 de mayo de ese año, fue seleccionado para el Campeonato de Europa de 2021, su primer torneo internacional sénior. También disputó los Juegos Olímpicos de Tokio 2020, en los que su selección alcanzó los cuartos de final.